# Jaguár hadművelet (1992)
A Jaguár hadművelet 1992. május 17. és 23. között zajlott, melynek célja egy stratégiailag fontos erődített hely, a Bibinje feletti Križ-hegy visszafoglalása volt. A hadművelet sikerrel zárult, eredményeként csökkent a Zára városára irányuló szerb tüzérségi támadások hevessége.

## Háttér
A Križ-hegy Bibinje és Sukošan hátországának meghatározó magaslata volt. Az itt telepített radarokkal irányították a Jugoszláv Néphadsereg (JNA) katonái az 1991-es szerb agresszió idején a szerb tüzérséget, hogy halálos csapásokat mérjen a tengerparton fekvő Zára városára és környékére. A Križ-hegyet a szerbek jól megerősítették és sűrű aknamezőkkel volt körülvéve, de elszigeteltsége miatt, és különösen azért, mert személyi állományának és a logisztikának felváltva kellett áthaladnia a senkiföldjén, az erős védelemnek voltak gyenge pontjai. A védelem gyengeségei az 1992. január 3-án hatályba lépett „szarajevói fegyverszünet” aláírása után kerültek egyre inkább előtérbe. A fegyverszünet aláírása után fokozatosan csökken az említett pozíciókban szolgálatot teljesítő állomány, de a Križ továbbra is a JNA és a szerb lázadók nagyon erős fellegvára maradt. A fegyverszünet ellenére a harci műveletek kisebb intenzitással folytatódtak, és a Križ-hegy és a Zemunik légibázis közötti kommunikáció, amely a hadsereg központi katonai támaszpontja volt ezen a területen, a horvát erők folyamatos zavarása alatt állt.
A Križ-hegynek nemcsak katonai jelentősége volt, hanem a szerb hírközlésnek is a kedvenc pozíciója volt, ahonnan a szerb tévék tudósítottak. A Záráról és Zára lángokban álló külvárosairól készült panorámafelvételek mellett a jelentések tele voltak a JNA rangidős vagy fiatalabb tisztjei nyilatkozataival, akik nem napok, hanem órák kérdéseként jelentették be a város elfoglalását. A háborús felvételeknek és a JNA tiszteinek „a fasizmus és az usztasa hordák” legyőzéséről szóló nyilatkozatainak hátterében a kamerák páncélozott járművek mozgását és magát a várost ért tüzérségi csapásokat rögzítették.

## Előzmények
A horvát erők már 1991. december 20-án végrehajtottak egy nagyszabású rajtaütést, melynek során a váltásra érkező JNA erőknek súlyos személyi és felszerelési veszteségeket okoztak (két teherautót, két harckocsit és egy páncélozott harcjárművet semmisítettek meg). 1992. január 4-én a 112. dandár katonái újabb támadóakciót hajtottak végre, és a Križ-hegy felé vezető úton, Bibinjsko polje környékén megsemmisítettek egy „Campaniola” terepjárót, majd hamarosan egy másikon útvonalon, az Iglić-dandár területén a 159. dandár katonái egy kamiont is megsemmisítettek. Ezek az akciók arra késztették a JNA-t, hogy több mint 100 aknával biztosítsák a Babindub - Iglića brig - Križ vonal úton való megközelítéseit, a Križ-hegy lábát pedig több mint 200, három sorban elhelyezett gyalogsági aknával biztosították. 1992. január 11-én hoztak egy kizárólag aknamezők aknamentesítésére szánt T-34-es harckocsit is. A sorozatos horvát támadások hatására a JNA elégedetlen katonái 1992. január 23-án kollektív felkeléssel és a križi állásuk elhagyásával fenyegetőztek. Milanović Tihomir alezredes beszélt a križi katonákkal. Az összes katona, aki Kninből érkezett a zászlóaljhoz, azt kérte, hogy váltsák le őket együtt, ellenkező esetben holnap együtt hagyják el az egységet és Kninbe mennek. Bjelanović százados vezette alakulat kollektíven megtagadta az élelmiszer átvételét Milanovićtól, de Milanović személyesen is látta, milyen nehézségekbe ütközik a Križ felé való közlekedés és az élelmiszerszállítás.

## A hadművelet lefolyása
Mivel 1992. április végén, valamint május elején és közepén a szerb erők polgári célpontokat is lőttek Zárában, amelyekben nyolc ember vesztette életét, a horvát erők úgy döntöttek, hogy visszafoglalják a Križ-hegyet. A horvát támadó erőt a 159. dandár 2. zászlóaljának Dračevacon, Sukošanon és Bibinjén állomásozó egységei, a 112., 134. és a 134. és a 134. számú különleges rendőri egységek, valamint a 112. gyalogdandár tüzérsége képezték. A nagyon jól előkészített akciót Ivan Vitanović őrnagy a 159. dandár 2. zászlóaljának parancsnoka vezette. A hadművelet kezdetén, 1992. május 17-én délután 1 óra körül megszakadt a kommunikáció a Križ-hegyen lévő szerb erők és a többi szerb erő között. A következő 5 napban a hegyen levő szerb erőket elszigetelték. Miután a horvát erők jól kiépített lesállásaikból megvárták a műszakváltást, amelynek érkezését az őrszemek már előre jelezték, a T-34-es és a BOV harckocsikat kézi páncéltörővel, az 5 teherautóból álló konvojt pedig páncéltörő ágyúkkal semmisítették meg. A sikeres ötnapos blokád után 48 ellenséges katona megadta magát, és 1992. május 23-án az egész erőd megadta magát a horvát erőknek.
A Vitanović őrnagy vezette tárgyalásokon a magát megadó 48 JNA katonának biztonságos helyre szállításáról egyeztek meg, amit a felek tiszteletben tartottak.

## Fordítás
- Ez a szócikk részben vagy egészben  az   Operacija Jaguar című horvát Wikipédia-szócikk ezen változatának fordításán alapul.  Az eredeti cikk szerkesztőit annak laptörténete sorolja fel. Ez a jelzés csupán a megfogalmazás eredetét és a szerzői jogokat jelzi, nem szolgál a cikkben szereplő információk forrásmegjelöléseként.